# 李江 (同治进士)
李江（1834年—1883年），字觀瀾，号龙泉山人，汉军镶蓝旗人。咸丰乙卯举人，同治壬戌进士。后任兵部职方司主事、车驾司行走、钦加四品銜，诰授朝议大夫。
同治五年(公元 1866 年)秋，因病失音，口语困难，于是请假归田。同治九年(公元 1870 年)，客居天津龙泉寺，并著有《龙泉园语》。
从堂兄李淇，咸丰癸丑进士；堂弟李津，光绪癸未进士、李汾，光绪己丑进士；从堂侄豫咸，光绪乙未进士。